# 조각칼자리 감마2
조각칼자리 감마2(Gamma² Caeli)는 조각칼자리에 있는 쌍성으로, 지구에서 334광년 떨어져 있다.
주성 조각칼자리 감마2 A는 노란색-흰색의 F형 거성으로 겉보기 등급은 +6.32이다. A는 방패자리 델타형 변광성이며, 밝기가 3.25시간의 주기로 +6.28에서 +6.39까지 변한다.
반성 조각칼자리 감마2 B는 겉보기 등급 +9.6에 주성으로부터 천구상에서 0.9초각 떨어져 있다.